# Nanchen Lu
Nanchen Lu (chiń. 南陈路站) – stacja metra w Szanghaju, na linii 7. Zlokalizowana jest pomiędzy stacjami Shanghai Daxue i Shangda Lu. Została otwarta 5 grudnia 2009.